# Isoetilvanilina
Isoetilvanilina é um composto orgânico de fórmula C9H10O3. É um derivado substituído do benzaldeído com um grupo hidroxila e um adicional grupo etóxi. É um isômero da etilvanilina, da qual difere apenas pela posição do grupo etoxi. Em vez disso, na posição 3, este encontra-se na posição de 4. Comparativamente, os grupos hidroxi e etoxi trocam de posição com as posições na etilvanilina.
| Estrutura da Isoetilvanilina | Estrutura da Etilvanilina |
| Isoetilvanilina              | Etilvanilina              |

## Obtenção
Isoetilvanilina forma-se no aquecimento de 3,4-diidroxibenzaldeído com sulfato de dietila em hidróxido de potássio em solução alcoólica.

## Segurança
É uma substância moderadamente tóxica por rota intravenosa, tendo sido relatadas mutações em humanos. Quando aquecido até a decomposição emite fumaça de odor acre e vapores irritantes.